# Беру (атолл)
Беру (англ. Beru) — атолл в архипелаге Гилберта (Республика Кирибати). Находится в 96 км восточнее атолла Табитеуэа и в 426 км юго-восточнее атолла Тарава. Беру имеет длину 15 км и ширину 4,75 км. Площадь острова — 17,65 км². Численность населения — 2099 человек (2010). Большинство населения является протестантами. Остров Беру имеет двух представителей в Парламенте.
Остров Беру сыграл заметную роль в развитии культуры республики Кирибати: здесь появилась первая манеаба, и родился Нареау, мифологический предок жителей республики.

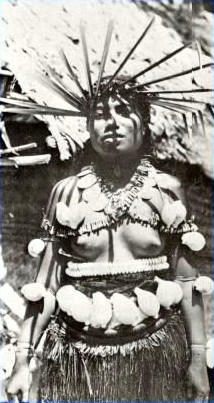
Жительница атолла Беру, 1930 год

## География
В центре рифа находится лагуна Нука. Поэтому атолл схож с атоллом Аранука. Суша занимает примерно треть рифа. На севере Беру небольшая лагуна окружена прудами для разведения рыбы.

## История острова
В июле 1606 года Педро Фернандес Кирос открыл остров Макин. Примерно в это же время на берег острова Беру был выброшен белокожий мужчина. На протяжении долгого времени остров оставался незамечен европейцами и китобоями. Первым европейцем, высадившимся на острове приблизительно в 1826 году, считается капитан Дж. Кларк (в то время атолл был известен как остров Мария). В 1870 году на остров прибыл самоанский пастор. После кораблекрушения в 1880-х годах на Беру долгое время жил выдающийся европейский романист Льюис Бек, снискавший славу благодаря своим рассказам об островах южной части Тихого океана. Помимо этого он написал книгу о фауне острова Беру. В 1892 году атолл посетил капитан Дэвис в связи с провозглашением британского протектората над островами Гилберта.

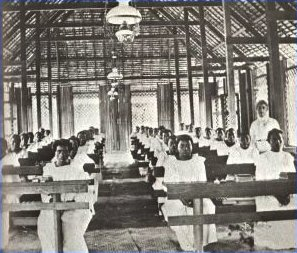
Женская школа в Ронгоронго, Беру, 1913 год

В 1870-х годах несколько островитян побывало в Самоа, где приняло католическую веру.
С 1900 по 1960 года на острове Беру находилась штаб-квартира Лондонского миссионерского общества. В деревне Ронгоронго находилась миссионерская средняя школа. На протяжении своего существования атолл Беру был также административным центром островов Гилберта.
Во время второй мировой войны на остров было сброшено множество бомб, в результате были разрушены многие здания Беру, в том числе, церковь атолла.

## Мифы и легенды острова
Как рассказывают старики острова, был на свете великан Табуарики, который в дальнейшем стал жить на острове Беру, и многие утверждают, что лагуна острова была его собственностью.
Также по мифам бог Нареау (Nareau), сотворив острова Самоа, сотворил людей острова Беру, а именно, Табуримаи и Рики, которые были первыми людьми атолла. Поселениям острова удалось избежать ужасной войны в III веке нашей эры, когда Савеа (Savea), великий полководец острова Самоа отправил в Беру мореплавателей и людей, которые в дальнейшем поселились на нём.
Многие жители островов Гилберта считают, что их предками были жители острова Беру. По их словам, в 1550 году лидер острова Каиту (Kaitu) организовал миссию, основной целью которой было завоевание соседних островов. В миссии участвовал Уакеиа (Uakeia), его стратег и духовное лицо с острова Никунау, а также армия из 600 человек, плывших на 37 каноэ с несколькими женщинами и едой (каноэ Каиту была длиной 60 футов и 7 футов шириной и с аутригером длиной 40 футов). Первым местом, куда они приплыли, был южный берег острова Табитеуэа. Его жители бежали на север, чтобы предупредить жителей других островов и собрать войско. Каиту обратился к Уакеиа, а тот, в свою очередь, к оракулам. Им посоветовали соорудить 30 каменных воинов-великанов с копьями. Так и поступил Уакеиа. Воины с острова Табитеуэа бежали.
Позже завоеватели, о которых слух распространился на другие острова, приплыли на остров Ноноути. Табириа, королева южной части атолла, приветствовала пришельцев и таким образом она избежала грабежей. Островитяне северной части спасались бегством. Так Уакеиа добился того, чего хотел.

## Население
| 1931 | 1947  | 1963  | 1968  | 1973  | 1978  | 1985  | 1990  | 1995  | 2000  | 2005  | 2010  | 2015  | 2020  |
| ---- | ----- | ----- | ----- | ----- | ----- | ----- | ----- | ----- | ----- | ----- | ----- | ----- | ----- |
| 2241 | ↘2231 | ↗2337 | ↗2412 | ↘2318 | ↘2212 | ↗2702 | ↗2909 | ↘2784 | ↘2732 | ↘2169 | ↘2099 | ↘2051 | ↗2214 |

| Поселение    | Английское название | Численность населения, чел. (2005) | Численность населения, чел. (2010) |
| ------------ | ------------------- | ---------------------------------- | ---------------------------------- |
| Аутукиа      | Autukia             | 204                                | 188                                |
| Аониман      | Aoniman             | 101                                | 123                                |
| Нука         | Nuka                | 348                                | 443                                |
| Ронгоронго   | Rongorongo          | 315                                | 190                                |
| Табианг      | Tabiang             | 416                                | 399                                |
| Табоиаки     | Taboiaki            | 349                                | 354                                |
| Таубукинберу | Taubukinberu        | 97                                 | 64                                 |
| Тетеирио     | Teteirio            | 74                                 | 79                                 |
| Эрико        | Eriko               | 265                                | 259                                |
| Всего        | Total               | 2169                               | 2099                               |